# Campionato mondiale di Formula 1 1959
Il campionato mondiale di Formula 1 1959 organizzato dalla FIA è stato, nella storia della categoria, il 10° ad assegnare il campionato piloti e il 2° ad assegnare il campionato costruttori. È iniziato il 10 maggio e terminato il 12 dicembre, dopo 9 gare. I titoli mondiali sono andati per la prima volta al pilota Jack Brabham ed al costruttore Cooper. Brabham divenne il primo pilota australiano a vincere un mondiale di Formula 1.

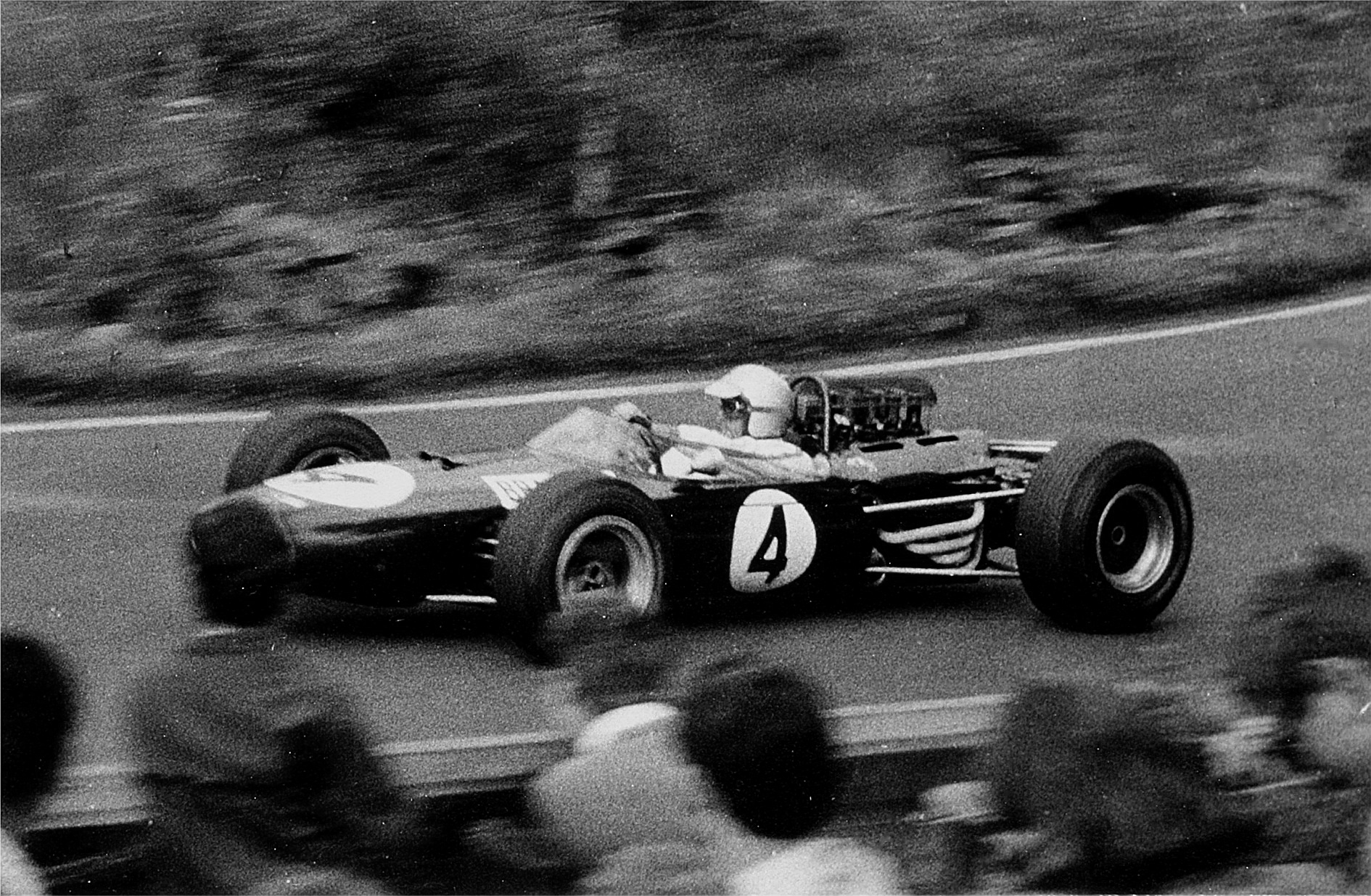
Jack Brabham (qui ritratto a metà degli anni Sessanta) diventa campione del mondo per la prima volta in carriera.

## Prima della stagione
- Mike Hawthorn, campione del mondo in carica ritiratosi al termine della 1958, muore in incidente stradale il 22 gennaio 1959.
- Il team Vanwall, Campione Costruttori in carica, si ritira ufficialmente dal Mondiale a causa delle condizioni di salute del titolare Tony Vandervell, fortemente provato anche dalla scomparsa del giovane Lewis-Evans a fine 1958. Tony Brooks abbandona il team per passare alla Scuderia Ferrari.

## Piloti e Team
| Nome del Team                  | Costruttore              | Modello              | Motore          | Gomme | Piloti                                                                                            |
| ------------------------------ | ------------------------ | -------------------- | --------------- | ----- | ------------------------------------------------------------------------------------------------- |
| Ace Garage (Rotherham)         | Cooper                   | T51                  | Climax          | D     | Trevor Taylor                                                                                     |
| Alan Brown Equipe              | Cooper                   | T45                  | Climax          | D     | Peter Ashdown Mike Taylor                                                                         |
| Automobili OSCA                | Cooper                   | T43                  | OSCA            | D     | Alejandro de Tomaso                                                                               |
| Bardahl/Fred Gerhardt          | Kurtis Kraft             | 500G                 | Offenhauser     | F     | Paul Russo                                                                                        |
| Belond AP/George Salih         | Epperly                  | Indy Roadster        | Offenhauser     | F     | Jimmy Bryan                                                                                       |
| Bill Forbes Racing             | Kuzma                    | Indy Roadster        | Offenhauser     | F     | Don Edmunds                                                                                       |
| Binter                         | Kurtis Kraft             | 500G                 | Offenhauser     | F     | Johnny Moorhouse                                                                                  |
| Blanchard Automobile Co.       | Porsche                  | RSK                  | Porsche         |       | Harry Blanchard                                                                                   |
| British Racing Partnership     | Cooper                   | T51                  | Climax Borgward | D     | Chris Bristow Ivor Bueb                                                                           |
| Bob Estes                      | Phillips                 |                      | Offenhauser     | F     | Don Branson                                                                                       |
| Bowes Seal Fast/Bignotti       | Epperly Kurtis Kraft     | Indy Roadster 500H   | Offenhauser     | F     | Johnny Boyd Jud Larson                                                                            |
| Bryant Heating                 | Kurtis Kraft             | 500G                 | Offenhauser     | F     | Eddie Johnson                                                                                     |
| Camoradi International         | Tec-Mec                  | F415                 | Maserati        | D     | Fritz d'Orey                                                                                      |
| Central Excavating/Pete Salemi | Kuzma                    | Indy Roadster        | Offenhauser     | F     | Chuck Rodee Dempsey Wilson                                                                        |
| Cooper Car Company             | Cooper                   | T51                  | Climax          | D     | Jack Brabham Bruce McLaren Stirling Moss Masten Gregory Giorgio Scarlatti Henry Taylor            |
| Cornis Engineering             | Cornis                   |                      | Offenhauser     | F     | Bob Cortner                                                                                       |
| David Brown Corporation        | Aston Martin             | DBR4/250             | Aston Martin    | A     | Carroll Shelby Roy Salvadori                                                                      |
| David Fry                      | Fry                      | F2                   | Climax          | D     | Mike Parkes                                                                                       |
| Dayton Steel Foundry           | Sutton                   |                      | Offenhauser     | F     | Mike Magill                                                                                       |
| Dean Van Lines                 | Kuzma                    | Indy Roadster        | Offenhauser     | F     | A. J. Foyt Earl Motter                                                                            |
| Dorchester Service Station     | Lotus                    | 16                   | Climax          | D     | David Piper                                                                                       |
| Drewry's/R.T. Marley           | Kuzma                    | Indy Roadster        | Offenhauser     | F     | Gene Hartley                                                                                      |
| Dr. Ing. F Porsche KG          | Porsche                  | 718 Behra-Porsche    | Porsche         | D     | Wolfgang von Trips Maria Teresa de Filippis                                                       |
| Dunn Engineering               | Dunn                     | Indy Roadster        | Offenhauser     | F     | Al Herman                                                                                         |
| Ecurie Bleue                   | Cooper                   | T51                  | Climax          | D     | Harry Schell                                                                                      |
| Ecurie Maarsbergen             | Porsche                  | RSK                  | Porsche         | D     | Carel Godin de Beaufort                                                                           |
| Equipe Nationale Belge         | Cooper                   | T51                  | Climax          | D     | Lucien Bianchi Alain de Changy                                                                    |
| El Dorado Italia               | Maserati                 | 420M                 | Maserati        | F     | Ralph Liguori                                                                                     |
| Federal Engineering            | Kurtis Kraft             | 500E 500C            | Offenhauser     | F     | Jimmy Daywalt Bob Christie                                                                        |
| Frank Arciero                  | Kurtis Kraft             | 500C                 | Maserati        | F     | Shorty Templeman                                                                                  |
| Gilby Engineering Ltd.         | Cooper                   | T45                  | Climax          | D     | Keith Greene                                                                                      |
| Go Kart/C.O. Prather           | Kurtis Kraft             | 500G                 | Offenhauser     | F     | Bill Homeier                                                                                      |
| Greenman-Casale                | Kuzma                    | Indy Roadster        | Offenhauser     | F     | Bill Cheesbourg                                                                                   |
| H.A. Chapman                   | Lesovsky                 |                      | Offenhauser     | F     | Johnnie Tolan                                                                                     |
| Hall-Mar                       | Kurtis Kraft             |                      | Offenhauser     | F     | Chuck Arnold                                                                                      |
| Hardwood Door                  | Kurtis Kraft             | 500G                 | Offenhauser     | F     | Bill Cheesbourg                                                                                   |
| Helse / H.H.Johnson            | Kuzma                    | Indy Roadster        | Offenhauser     | F     | Al Keller Jerry Unser                                                                             |
| High Efficiency Motors         | Cooper                   | T45 T43              | Climax Maserati | D     | Roy Salvadori Jack Fairman                                                                        |
| Hoover Motor Express           | Epperly                  | Indy Roadster        | Offenhauser     | F     | Tony Bettenhausen                                                                                 |
| JB Naylor                      | JBW                      | 59                   | Maserati        | D     | Bryan Naylor                                                                                      |
| J.C. Agajanian                 | Kuzma                    | Indy Roadster        | Offenhauser     | F     | Eddie Russo Chuck Daigh                                                                           |
| Jean Lucienbonnet              | Cooper                   | T45                  | Climax          | D     | Jean Lucienbonnet                                                                                 |
| Jim Robbins                    | Kurtis Kraft             | 500G                 | Offenhauser     | F     | Don Freeland                                                                                      |
| John Fisher                    | Lotus                    | 16                   | Climax          | D     | Bruce Halford                                                                                     |
| John Zink                      | Moore Watson             |                      | Offenhauser     | F     | Bob Veith Pat Flaherty                                                                            |
| Leader Card 500                | Watson                   | Indy Roadster        | Offenhauser     | F     | Rodger Ward                                                                                       |
| Leader Cards Inc               | Watson Kurtis Kraft      | Indy Roadster Midget | Offenhauser     | F     | Jud Larson Rodger Ward                                                                            |
| Massaglia Hotels               | Lesovsky                 |                      | Offenhauser     | F     | Rex Easton                                                                                        |
| McKay's Bulldog                | Kurtis Kraft             | 500G                 | Offenhauser     | F     | Jack Ensley Eddie Russo                                                                           |
| McNamara/Kalamazoo Sports      | Watson                   | Indy Roadster        | Offenhauser     | F     | Dick Rathmann                                                                                     |
| Meguiar's Mirror/Crawford      | Elder                    |                      | Offenhauser     | F     | Ray Crawford                                                                                      |
| Midwest Manifacturing          | Kurtis Kraft             | 500D                 | Offenhauser     | F     | Gene Force Rob Schroeder Eddie Russo                                                              |
| Mike Taylor                    | Cooper                   | T51                  | Climax          | D     | George Constantine                                                                                |
| Monte Carlo Auto Sport         | Maserati                 | 250F                 | Maserati        | D     | André Testut                                                                                      |
| Norman Demler                  | Epperly                  | Indy Roadster        | Offenhauser     | F     | Paul Goldsmith                                                                                    |
| Novi Racing                    | Kurtis Kraft             | 500F                 | Novi            | F     | Paul Russo Dempsey Wilson                                                                         |
| Owen Racing Organisation       | BRM                      | P25                  | BRM             | D     | Harry Schell Ron Flockhart Jo Bonnier                                                             |
| Paul Emery Connaught Cars      | Connaught                | C                    | Alta            | D     | Bob Said                                                                                          |
| Peter Schmidt                  | Kuzma                    | Indy Roadster        | Offenhauser     | F     | Eddie Sachs                                                                                       |
| Phil Cade (privato)            | Maserati                 | 250F                 | Maserati        | D     | Phil Cade                                                                                         |
| Racing Associates              | Lesovsky                 |                      | Offenhauser     | F     | Johnny Thomson                                                                                    |
| Ray Brady                      | Kurtis Kraft             | 500C                 | Offenhauser     | F     | Jim McWithey                                                                                      |
| Reg Parnell Racing             | Cooper                   | T45                  | Climax          | D     | Tim Parnell                                                                                       |
| Rob Walker Racing Team         | Cooper                   | T51                  | Climax          | D     | Maurice Trintignant Stirling Moss                                                                 |
| Roy McKay                      | Kurtis Kraft             | 500G                 | Offenhauser     | F     | Chuck Weyant                                                                                      |
| Rusco Battery Cable            | Kurtis Kraft             | 500G                 | Offenhauser     | F     | Bill Homeier                                                                                      |
| Safety Auto Glass              | Kurtis Kraft             | 500C                 | Offenhauser     | F     | Johnny Kay                                                                                        |
| Sclavi & Amos                  | Kuzma                    | Indy Roadster        | Offenhauser     | F     | Jim Packard Gene Force                                                                            |
| Scuderia Centro Sud            | Maserati Cooper          | 250F T51             | Maserati Climax | D     | Fritz d'Orey Asdrubal Fontes Bayardo Colin Davis Hans Herrmann Mário de Araújo Cabral Ian Burgess |
| Scuderia Ferrari               | Ferrari                  | Dino 156 F2 246      | Ferrari         | D     | Jean Behra Phil Hill Tony Brooks Cliff Allison Dan Gurney Wolfgang von Trips Olivier Gendebien    |
| Scuderia Ugolini               | Maserati                 | 250F                 | Maserati        | D     | Carel Godin de Beaufort Giorgio Scarlatti                                                         |
| Smokey Yunick                  | Kurtis Kraft             | 500H                 | Offenhauser     | F     | Duane Carter                                                                                      |
| Simoniz/Lindsey Hopkins        | Watson                   | Indy Roadster        | Offenhauser     | F     | Jim Rathmann                                                                                      |
| Speed International            | Kurtis Kraft             | 500C                 | Offenhauser     | F     | Chuck Arnold                                                                                      |
| Sumar/Chapman Root             | Christensen Kurtis Kraft | 500G                 | Offenhauser     | F     | Bobby Grim Jimmy Davies Ralph Liguori                                                             |
| Team Lotus                     | Lotus                    | 16                   | Climax          | D     | Alan Stacey Graham Hill Innes Ireland Pete Lovely                                                 |
| Travelon Trailer/Ernest Ruiz   | Christensen              |                      | Offenhauser     | F     | Jack Turner                                                                                       |
| United Racing Stable           | Cooper                   | T51                  | Climax          | D     | Bill Moss                                                                                         |
| Vandervell Products Ltd        | Vanwall                  | Vanwall              | Vanwall         | D     | Tony Brooks                                                                                       |
| Wheeler-Foutch                 | Kurtis Kraft             | 500C                 | Offenhauser     | F     | Red Amick                                                                                         |
| Wolcott Memorial Racing        | Lesovsky                 |                      | Offenhauser     | F     | Len Sutton                                                                                        |

## Risultati

### Gare Mondiali
| N° | Gara                          | Data         | Circuito      | Pole position  | Giro veloce         | Vincitore      | Costruttore        | Resoconto |
| -- | ----------------------------- | ------------ | ------------- | -------------- | ------------------- | -------------- | ------------------ | --------- |
| 1  | Gran Premio di Monaco         | 10 maggio    | Monaco        | Stirling Moss  | Jack Brabham        | Jack Brabham   | Cooper-Climax      | Resoconto |
| 2  | 500 Miglia di Indianapolis    | 30 maggio    | Indianapolis  | Johnny Thomson | Johnny Thomson      | Rodger Ward    | Watson-Offenhauser | Resoconto |
| 3  | Gran Premio d'Olanda          | 31 maggio    | Zandvoort     | Joakim Bonnier | Stirling Moss       | Joakim Bonnier | BRM                | Resoconto |
| 4  | Gran Premio di Francia        | 5 luglio     | Reims         | Tony Brooks    | Stirling Moss       | Tony Brooks    | Ferrari            | Resoconto |
| 5  | Gran Premio di Gran Bretagna  | 18 luglio    | Aintree       | Jack Brabham   | Stirling Moss       | Jack Brabham   | Cooper-Climax      | Resoconto |
| 6  | Gran Premio di Germania       | 2 agosto     | AVUS          | Tony Brooks    | Tony Brooks         | Tony Brooks    | Ferrari            | Resoconto |
| 7  | Gran Premio del Portogallo    | 23 agosto    | Monsanto Park | Stirling Moss  | Stirling Moss       | Stirling Moss  | Cooper-Climax      | Resoconto |
| 8  | Gran Premio d'Italia          | 13 settembre | Monza         | Stirling Moss  | Phil Hill           | Stirling Moss  | Cooper-Climax      | Resoconto |
| 9  | Gran Premio degli Stati Uniti | 12 dicembre  | Sebring       | Stirling Moss  | Maurice Trintignant | Bruce McLaren  | Cooper-Climax      | Resoconto |

## Riassunto della stagione

### Gran Premio di Monaco
Montecarlo - 10 maggio 1959 - XVII Grand Prix Automobile de Monaco

#### Ordine d'arrivo
1. Jack Brabham (Cooper-Climax)
2. Tony Brooks (Ferrari)
3. Maurice Trintignant (Cooper-Climax)
4. Phil Hill (Ferrari)
5. Bruce McLaren (Cooper-Climax)

### 500 Miglia di Indianapolis
Indianapolis Motor Speedway - 30 maggio 1959 - XLIII Indianapolis International Motor Sweepstakes

#### Ordine d'arrivo
1. Rodger Ward (Watson-Offenhauser)
2. Jim Rathmann (Watson-Offenhauser)
3. Johnny Thomson (Lesovsky-Offenhauser)
4. Tony Bettenhausen (Epperly-Offenhauser)
5. Paul Goldsmith (Epperly-Offenhauser)

### Gran Premio d'Olanda
Zandvoort - 31 maggio 1959 - VIII Grote Prijs van Nederland

#### Ordine d'arrivo
1. Jo Bonnier (BRM)
2. Jack Brabham (Cooper-Climax)
3. Masten Gregory (Cooper-Climax)
4. Innes Ireland (Lotus-Climax)
5. Jean Behra (Ferrari)

### Gran Premio di Francia
Reims - 5 luglio 1959 - XLV Grand Prix de l'A.C.F., Grand Prix d'Europe

#### Ordine d'arrivo
1. Tony Brooks (Ferrari)
2. Phil Hill (Ferrari)
3. Jack Brabham (Cooper-Climax)
4. Olivier Gendebien (Ferrari)
5. Bruce McLaren (Cooper-Climax)

### Gran Premio di Gran Bretagna
Aintree - 18 luglio 1959 - XII RAC British Grand Prix

#### Ordine d'arrivo
1. Jack Brabham (Cooper-Climax)
2. Stirling Moss (BRM)
3. Bruce McLaren (Cooper-Climax)
4. Harry Schell (BRM)
5. Maurice Trintignant (Cooper-Climax)

### Gran Premio di Germania
AVUS - 2 agosto 1959 - XXI Großer Preis von Deutschland

#### Ordine d'arrivo
1. Tony Brooks (Ferrari)
2. Dan Gurney (Ferrari)
3. Phil Hill (Ferrari)
4. Maurice Trintignant (Cooper-Climax)
5. Jo Bonnier (BRM)

### Gran Premio di Portogallo
Circuito di Monsanto - 23 agosto 1959 - VIII Grande Prêmio de Portugal

#### Ordine d'arrivo
1. Stirling Moss (Cooper-Climax)
2. Masten Gregory (Cooper-Climax)
3. Dan Gurney (Ferrari)
4. Maurice Trintignant (Cooper-Climax)
5. Harry Schell (BRM)

### Gran Premio d'Italia
Monza - 13 settembre 1959 - XXX Gran Premio d'Italia

#### Ordine d'arrivo
1. Stirling Moss (Cooper-Climax)
2. Phil Hill (Ferrari)
3. Jack Brabham (Cooper-Climax)
4. Dan Gurney (Ferrari)
5. Cliff Allison (Ferrari)

### Gran Premio degli Stati Uniti
Sebring - 12 dicembre 1959 - II United States Grand Prix

#### Ordine d'arrivo
1. Bruce McLaren (Cooper-Climax)
2. Maurice Trintignant (Cooper-Climax)
3. Tony Brooks (Ferrari)
4. Jack Brabham (Cooper-Climax)
5. Innes Ireland (Lotus-Climax)

## Gare non valevoli per il Campionato Mondiale
| Gara                         | Circuito    | Data         | Vincitore     | Costruttore   |
| ---------------------------- | ----------- | ------------ | ------------- | ------------- |
| VII Glover Trophy            | Goodwood    | 30 marzo     | Stirling Moss | Cooper-Climax |
| XIV BARC Aintree 200         | Aintree     | 18 aprile    | Jean Behra    | Ferrari       |
| XI BRDC International Trophy | Silverstone | 2 maggio     | Jack Brabham  | Cooper-Climax |
| VI International Gold Cup    | Oulton Park | 26 settembre | Stirling Moss | Cooper-Climax |
| IV Silver City Trophy        | Snetterton  | 10 ottobre   | Ron Flockhart | BRM           |

## Classifiche

### Classifica piloti
Il sistema di punteggio prevedeva l'attribuzione ai primi cinque classificati rispettivamente di 8, 6, 4, 3 e 2 punti. Un punto aggiuntivo veniva assegnato al detentore del giro più veloce; questo punto veniva spartito tra i piloti detentori del medesimo giro veloce. Per la classifica finale valevano i migliori cinque risultati; nella colonna Punti sono indicati i punti effettivamente validi per il campionato, tra parentesi i punti totali conquistati.
| Pos. | Pilota                   |     |     |     |     |     |     |     |     |     | Punti   |
| ---- | ------------------------ | --- | --- | --- | --- | --- | --- | --- | --- | --- | ------- |
| 1    | Jack Brabham             | 1   |     | 2   | 3   | 1   | Rit | Rit | 3   | 4   | 31 (34) |
| 2    | Tony Brooks              | 2   |     | Rit | 1   | Rit | 1   | 9   | Rit | 3   | 27      |
| 3    | Stirling Moss            | Rit |     | Rit | SQ  | 2   | Rit | 1   | 1   | Rit | 25,5    |
| 4    | Phil Hill                | 4   |     | 6   | 2   |     | 3   | Rit | 2   | Rit | 20      |
| 5    | Maurice Trintignant      | 3   |     | 8   | 11  | 5   | 4   | 4   | 9   | 2   | 19      |
| 6    | Bruce McLaren            | 5   |     |     | 5   | 3   | Rit | Rit | Rit | 1   | 16,5    |
| 7    | Dan Gurney               |     |     |     | Rit |     | 2   | 3   | 4   |     | 13      |
| 8    | Jo Bonnier               | Rit |     | 1   | Rit | Rit | 5   | Rit | 8   |     | 10      |
| =    | Masten Gregory           | Rit |     | 3   | Rit | 7   | Rit | 2   |     |     | 10      |
| 10   | Rodger Ward              |     | 1   |     |     |     |     |     |     | Rit | 8       |
| 11   | Jim Rathmann             |     | 2   |     |     |     |     |     |     |     | 6       |
| 12   | Johnny Thomson           |     | 3   |     |     |     |     |     |     |     | 5       |
| =    | Harry Schell             | Rit |     | Rit | 7   | 4   | 7   | 5   | 7   | Rit | 5       |
| =    | Innes Ireland            |     |     | 4   | Rit |     | Rit | Rit | Rit | 5   | 5       |
| 15   | Olivier Gendebien        |     |     |     | 4   |     |     |     | 6   |     | 3       |
| =    | Tony Bettenhausen        |     | 4   |     |     |     |     |     |     |     | 3       |
| 17   | Cliff Allison            | Rit |     | 9   |     |     | Rit |     | 5   | Rit | 2       |
| =    | Paul Goldsmith           |     | 5   |     |     |     |     |     |     |     | 2       |
| =    | Jean Behra               | Rit |     | 5   | Rit |     | NP  |     |     |     | 2       |
| –    | Roy Salvadori            | 6   |     | Rit | Rit | 6   |     | 6   | Rit | Rit | 0       |
| –    | Ron Flockhart            | Rit |     |     | 6   | Rit |     | 7   | 13  |     | 0       |
| –    | Ian Burgess              |     |     |     | Rit | Rit | 6   |     | 14  |     | 0       |
| –    | Wolfgang von Trips       | Rit |     |     |     |     | NP  |     |     | 6   | 0       |
| –    | Johnny Boyd              |     | 6   |     |     |     |     |     |     |     | 0       |
| –    | Graham Hill              | Rit |     | 7   | Rit | 9   | Rit | Rit | Rit |     | 0       |
| –    | Duane Carter             |     | 7   |     |     |     |     |     |     |     | 0       |
| –    | Harry Blanchard          |     |     |     |     |     |     |     |     | 7   | 0       |
| –    | Carroll Shelby           |     |     | Rit |     | Rit |     | 8   | 10  |     | 0       |
| –    | Giorgio Scarlatti        | NQ  |     |     | 8   |     |     |     | 12  |     | 0       |
| –    | Alan Stacey              |     |     |     |     | 8   |     |     |     | Rit | 0       |
| –    | Eddie Johnson            |     | 8   |     |     |     |     |     |     |     | 0       |
| –    | Carel Godin de Beaufort  |     |     | 10  | 9   |     |     |     |     |     | 0       |
| –    | Paul Russo               |     | 9   |     |     |     |     |     |     |     | 0       |
| –    | Fritz d'Orey             |     |     |     | 10  | Rit |     |     |     | Rit | 0       |
| –    | A.J. Foyt                |     | 10  |     |     |     |     |     |     |     | 0       |
| –    | Chris Bristow            |     |     |     |     | 10  |     |     |     |     | 0       |
| –    | Mário de Araújo Cabral   |     |     |     |     |     |     | 10  |     |     | 0       |
| –    | Colin Davis              |     |     |     | Rit |     |     |     | 11  |     | 0       |
| –    | Gene Hartley             |     | 11  |     |     |     |     |     |     |     | 0       |
| –    | Henry Taylor             |     |     |     |     | 11  |     |     |     |     | 0       |
| –    | Bob Veith                |     | 12  |     |     |     |     |     |     |     | 0       |
| –    | Peter Ashdown            |     |     |     |     | 12  |     |     |     |     | 0       |
| –    | Ivor Bueb                | NQ  |     |     |     | 13  |     |     |     |     | 0       |
| –    | Al Herman                |     | 13  |     |     |     |     |     |     |     | 0       |
| –    | Jimmy Daywalt            |     | 14  |     |     |     |     |     |     |     | 0       |
| –    | Chuck Arnold             |     | 15  |     |     |     |     |     |     |     | 0       |
| –    | Giulio Cabianca          |     |     |     |     |     |     |     | 15  |     | 0       |
| –    | Jim McWithey             |     | 16  |     |     |     |     |     |     |     | 0       |
| –    | Hans Herrmann            |     |     |     |     | Rit | Rit |     |     |     | 0       |
| –    | Jack Fairman             |     |     |     |     | Rit |     |     | Rit |     | 0       |
| –    | Bruce Halford            | Rit |     |     |     |     |     |     |     |     | 0       |
| –    | Eddie Sachs              |     | Rit |     |     |     |     |     |     |     | 0       |
| –    | Al Keller                |     | Rit |     |     |     |     |     |     |     | 0       |
| –    | Pat Flaherty             |     | Rit |     |     |     |     |     |     |     | 0       |
| –    | Dick Rathmann            |     | Rit |     |     |     |     |     |     |     | 0       |
| –    | Bill Cheesbourg          |     | Rit |     |     |     |     |     |     |     | 0       |
| –    | Don Freeland             |     | Rit |     |     |     |     |     |     |     | 0       |
| –    | Ray Crawford             |     | Rit |     |     |     |     |     |     |     | 0       |
| –    | Don Branson              |     | Rit |     |     |     |     |     |     |     | 0       |
| –    | Bob Christie             |     | Rit |     |     |     |     |     |     |     | 0       |
| –    | Bobby Grim               |     | Rit |     |     |     |     |     |     |     | 0       |
| –    | Jack Turner              |     | Rit |     |     |     |     |     |     |     | 0       |
| –    | Chuck Weyant             |     | Rit |     |     |     |     |     |     |     | 0       |
| –    | Jud Larson               |     | Rit |     |     |     |     |     |     |     | 0       |
| –    | Mike Magill              |     | Rit |     |     |     |     |     |     |     | 0       |
| –    | Red Amick                |     | Rit |     |     |     |     |     |     |     | 0       |
| –    | Len Sutton               |     | Rit |     |     |     |     |     |     |     | 0       |
| –    | Jimmy Bryan              |     | Rit |     |     |     |     |     |     |     | 0       |
| –    | Brian Naylor             |     |     |     |     | Rit |     |     |     |     | 0       |
| –    | David Piper              |     |     |     |     | Rit |     |     |     |     | 0       |
| –    | Mike Taylor              |     |     |     |     | Rit |     |     |     |     | 0       |
| –    | Alejandro de Tomaso      |     |     |     |     |     |     |     |     | Rit | 0       |
| –    | George Constantine       |     |     |     |     |     |     |     |     | Rit | 0       |
| –    | Bob Said                 |     |     |     |     |     |     |     |     | Rit | 0       |
| –    | Phil Cade                |     |     |     |     |     |     |     |     | NP  | 0       |
| –    | Alain de Changy          | NQ  |     |     |     |     |     |     |     |     | 0       |
| –    | Lucien Bianchi           | NQ  |     |     |     |     |     |     |     |     | 0       |
| –    | Maria Teresa de Filippis | NQ  |     |     |     |     |     |     |     |     | 0       |
| –    | Pete Lovely              | NQ  |     |     |     |     |     |     |     |     | 0       |
| –    | Jean Lucienbonnet        | NQ  |     |     |     |     |     |     |     |     | 0       |
| –    | André Testut             | NQ  |     |     |     |     |     |     |     |     | 0       |
| –    | Ralph Liguori            |     | NQ  |     |     |     |     |     |     |     | 0       |
| –    | Johnny Kay               |     | NQ  |     |     |     |     |     |     |     | 0       |
| –    | Earl Motter              |     | NQ  |     |     |     |     |     |     |     | 0       |
| –    | Dempsey Wilson           |     | NQ  |     |     |     |     |     |     |     | 0       |
| –    | Rex Easton               |     | NQ  |     |     |     |     |     |     |     | 0       |
| –    | Jimmy Davies             |     | NQ  |     |     |     |     |     |     |     | 0       |
| –    | Bill Homeier             |     | NQ  |     |     |     |     |     |     |     | 0       |
| –    | Johnnie Tolan            |     | NQ  |     |     |     |     |     |     |     | 0       |
| –    | Bob Cortner              |     | NQ  |     |     |     |     |     |     |     | 0       |
| –    | Don Edmunds              |     | NQ  |     |     |     |     |     |     |     | 0       |
| –    | Gene Force               |     | NQ  |     |     |     |     |     |     |     | 0       |
| –    | Jim Packard              |     | NQ  |     |     |     |     |     |     |     | 0       |
| –    | Jerry Unser              |     | NQ  |     |     |     |     |     |     |     | 0       |
| –    | Shorty Templeman         |     | NQ  |     |     |     |     |     |     |     | 0       |
| –    | Bob Schroeder            |     | NQ  |     |     |     |     |     |     |     | 0       |
| –    | Eddie Russo              |     | NQ  |     |     |     |     |     |     |     | 0       |
| –    | Chuck Rodee              |     | NQ  |     |     |     |     |     |     |     | 0       |
| –    | Johnny Moorhouse         |     | NQ  |     |     |     |     |     |     |     | 0       |
| –    | Jack Ensley              |     | NQ  |     |     |     |     |     |     |     | 0       |
| –    | Chuck Daigh              |     | NQ  |     |     |     |     |     |     |     | 0       |
| –    | Asdrubal Fontes Bayardo  |     |     |     | NQ  |     |     |     |     |     | 0       |
| –    | Bill Moss                |     |     |     |     | NQ  |     |     |     |     | 0       |
| –    | Mike Parkes              |     |     |     |     | NQ  |     |     |     |     | 0       |
| –    | Trevor Taylor            |     |     |     |     | NQ  |     |     |     |     | 0       |
| –    | Keith Greene             |     |     |     |     | NQ  |     |     |     |     | 0       |
| –    | Tim Parnell              |     |     |     |     | NQ  |     |     |     |     | 0       |
| –    | Dennis Taylor            |     |     |     |     | NQ  |     |     |     |     | 0       |
| Pos. | Pilota                   |     |     |     |     |     |     |     |     |     | Punti   |

| Legenda | 1º posto     | 2º posto | 3º posto    | A punti         | Senza punti/Non class.  | Grassetto – Pole position Corsivo – Giro più veloce |
| Legenda | Squalificato | Ritirato | Non partito | Non qualificato | Solo prove/Terzo pilota | Grassetto – Pole position Corsivo – Giro più veloce |

### Classifica costruttori
| Pos. | Costruttore              | Punti   |
| ---- | ------------------------ | ------- |
| 1    | Cooper-Climax            | 40 (53) |
| 2    | Ferrari                  | 32 (38) |
| 3    | BRM                      | 18      |
| 4    | Lotus-Climax             | 5       |
| -    | Cooper-Maserati          | 0       |
| -    | Aston Martin             | 0       |
| -    | Porsche                  | 0       |
| -    | Maserati                 | 0       |
| -    | Connaught                | 0       |
| -    | JBW-Maserati             | 0       |
| -    | Fry-Climax               | 0       |
| -    | Vanwall                  | 0       |
| -    | Cooper-OSCA              | 0       |
| -    | Cooper-Borgward          | 0       |
| -    | Tec-Mec-Maserati         | 0       |
| -    | Behra-Porsche-Porsche    | 0       |
| -    | Kurtis Kraft-Offenhauser | 0       |

- Nel conteggio punti per il Campionato valgono solo i migliori 5 risultati. Nella colonna Punti sono indicati i punti effettivamente validi per il Campionato, tra parentesi i punti totali conquistati.